# Ghiacciaio Noll
Il ghiacciaio Noll è un ghiacciaio lungo circa 37 km situato sulla costa della regione settentrionale della Terra di Oates, in Antartide. In particolare, il ghiacciaio, il cui punto più alto si trova a circa 1200 m s.l.m., fluisce dapprima verso nord-est partendo dal versante nord-orientale del nunatak Jones, nella parte centrale del versante orientale dei colli Wilson, per poi virare verso nord-ovest nei pressi del picco Wegert e proseguire il suo percorso, lungo il quale il suo flusso viene arricchito da quello di diversi altri ghiacciai, tra cui il Fergusson, fino a unire il proprio flusso a quello del ghiacciaio Tomilin.

## Storia
Il ghiacciaio Noll è stato mappato da membri dello United States Geological Survey (USGS) grazie a fotografie aeree scattate dalla marina militare statunitense nel periodo 1960-62, e così battezzato dal Comitato consultivo dei nomi antartici in onore del maggiore Edmnund P. Noll, del Corpo dei Marines, che fu al comando di uno degli LC-130 Hercules in forza alla squadriglia di sviluppo antartico VX-6 nell'operazione Deep Freeze del 1968.